# Arachnophaga nocua
Arachnophaga nocua är en stekelart som beskrevs av Charles Joseph Gahan 1943. Arachnophaga nocua ingår i släktet Arachnophaga och familjen hoppglanssteklar. Inga underarter finns listade.